# 科斯托夫齊
50°19′42″N 29°32′31″E / 50.32833°N 29.54194°E
科斯托夫齊（烏克蘭語：Костівці）是烏克蘭北部的村莊，隸屬日托米爾州的日托米爾區。該村始建於1600年，面積0.76平方公里，海拔高度172米，2001年人口104，人口密度每平方公里136.84人。